# UCI-Mountainbike-Weltcup 2019
Beim UCI-Mountainbike-Weltcup 2019 wurden durch die Union Cycliste Internationale Weltcup-Sieger in den Disziplinen Cross-Country und Downhill ermittelt.
Im Cross-Country fanden Wettbewerbe an sieben Weltcup-Stationen statt. In der Elite wurden jeweils ein Rennen im Cross-Country Short Track XCC und im olympischen Cross-Country XCO ausgetragen. In der U23 gab es nur die Rennen über die olympische Distanz.
Im Downhill wurden insgesamt acht Weltcup-Rennen ausgetragen.

## Cross-Country

### Frauen Elite
| Rnd | Datum           | Ort                  | Race | Erste                  | Zweite                 | Dritte                 |
| --- | --------------- | -------------------- | ---- | ---------------------- | ---------------------- | ---------------------- |
| 1   | 17.–19. Mai     | Albstadt             | XCC  | Kate Courtney          | Jolanda Neff           | Kathrin Stirnemann     |
| 1   | 17.–19. Mai     | Albstadt             | XCO  | Kate Courtney          | Jolanda Neff           | Jana Belomoina         |
| 2   | 25.–26. Mai     | Nové Město na Moravě | XCC  | Chloe Woodruff         | Annie Last             | Jolanda Neff           |
| 2   | 25.–26. Mai     | Nové Město na Moravě | XCO  | Kate Courtney          | Rebecca McConnell      | Haley Smith            |
| 3   | 5.–7. Juni      | Vallnord             | XCC  | Jolanda Neff           | Alessandra Keller      | Kate Courtney          |
| 3   | 5.–7. Juni      | Vallnord             | XCO  | Anne Terpstra          | Jolanda Neff           | Jana Belomoina         |
| 4   | 12.–14. Juli    | Les Gets             | XCC  | Kate Courtney          | Pauline Ferrand-Prévot | Elisabeth Brandau      |
| 4   | 12.–14. Juli    | Les Gets             | XCO  | Kate Courtney          | Jolanda Neff           | Elisabeth Brandau      |
| 5   | 2.–4. August    | Val di Sole          | XCC  | Jolanda Neff           | Sina Frei              | Pauline Ferrand-Prévot |
| 5   | 2.–4. August    | Val di Sole          | XCO  | Pauline Ferrand-Prévot | Jolanda Neff           | Jenny Rissveds         |
| 6   | 9.–11. August   | Lenzerheide          | XCC  | Pauline Ferrand-Prévot | Jolanda Neff           | Jenny Rissveds         |
| 6   | 9.–11. August   | Lenzerheide          | XCO  | Jenny Rissveds         | Anne Terpstra          | Pauline Ferrand-Prévot |
| 7   | 6.–8. September | Snowshoe             | XCC  | Jenny Rissveds         | Pauline Ferrand-Prévot | Kate Courtney          |
| 7   | 6.–8. September | Snowshoe             | XCO  | Pauline Ferrand-Prévot | Anne Terpstra          | Annie Last             |

Gesamtwertung
| Platz | Name                   | Punkte |
| ----- | ---------------------- | ------ |
| 1.    | Kate Courtney          | 1772   |
| 2.    | Jolanda Neff           | 1742   |
| 3.    | Pauline Ferrand-Prévot | 1575   |
| 4.    | Anne Terpstra          | 1480   |
| 5.    | Rebecca McConnell      | 1217   |
| 6.    | Anne Tauber            | 1078   |

### Männer Elite
| Rnd | Datum           | Ort                  | Race | Erster               | Zweiter              | Dritter           |
| --- | --------------- | -------------------- | ---- | -------------------- | -------------------- | ----------------- |
| 1   | 17.–19. Mai     | Albstadt             | XCC  | Mathieu van der Poel | Lars Forster         | Nino Schurter     |
| 1   | 17.–19. Mai     | Albstadt             | XCO  | Mathias Flückiger    | Mathieu van der Poel | Jordan Sarrou     |
| 2   | 25.–26. Mai     | Nové Město na Moravě | XCC  | Mathieu van der Poel | Maxime Marotte       | Henrique Avancini |
| 2   | 25.–26. Mai     | Nové Město na Moravě | XCO  | Mathieu van der Poel | Nino Schurter        | Mathias Flückiger |
| 3   | 5.–7. Juni      | Vallnord             | XCC  | Henrique Avancini    | Nino Schurter        | Maxime Marotte    |
| 3   | 5.–7. Juni      | Vallnord             | XCO  | Nino Schurter        | Mathias Flückiger    | Henrique Avancini |
| 4   | 12.–14. Juli    | Les Gets             | XCC  | Mathieu van der Poel | Henrique Avancini    | Victor Koretzky   |
| 4   | 12.–14. Juli    | Les Gets             | XCO  | Nino Schurter        | Gerhard Kerschbaumer | Henrique Avancini |
| 5   | 2.–4. August    | Val di Sole          | XCC  | Mathieu van der Poel | Nino Schurter        | Jens Schuermans   |
| 5   | 2.–4. August    | Val di Sole          | XCO  | Mathieu van der Poel | Mathias Flückiger    | Nino Schurter     |
| 6   | 9.–11. August   | Lenzerheide          | XCC  | Mathieu van der Poel | Henrique Avancini    | Nino Schurter     |
| 6   | 9.–11. August   | Lenzerheide          | XCO  | Mathieu van der Poel | Nino Schurter        | Mathias Flückiger |
| 7   | 6.–8. September | Snowshoe             | XCC  | Nino Schurter        | Titouan Carod        | Jordan Sarrou     |
| 7   | 6.–8. September | Snowshoe             | XCO  | Lars Forster         | Nino Schurter        | Maxime Marotte    |

Gesamtwertung
| Platz | Name                 | Punkte |
| ----- | -------------------- | ------ |
| 1.    | Nino Schurter        | 1995   |
| 2.    | Mathieu van der Poel | 1649   |
| 3.    | Henrique Avancini    | 1565   |
| 4.    | Mathias Flückiger    | 1348   |
| 5.    | Jordan Sarrou        | 1097   |
| 6.    | Gerhard Kerschbaumer | 1060   |

### Frauen U23
| Rnd | Datum        | Ort                  | Erste         | Zweite        | Dritte        |
| --- | ------------ | -------------------- | ------------- | ------------- | ------------- |
| 1   | 19. Mai      | Albstadt             | Laura Stigger | Ronja Eibl    | Haley Batten  |
| 2   | 26. Mai      | Nové Město na Moravě | Haley Batten  | Ronja Eibl    | Laura Stigger |
| 3   | 7. Juli      | Vallnord             | Ronja Eibl    | Evie Richards | Martina Berta |
| 4   | 14. Juli     | Les Gets             | Ronja Eibl    | Evie Richards | Laura Stigger |
| 5   | 4. August    | Val di Sole          | Ronja Eibl    | Evie Richards | Laura Stigger |
| 6   | 11. August   | Lenzerheide          | Martina Berta | Ronja Eibl    | Haley Batten  |
| 7   | 8. September | Snowshoe             | Evie Richards | Laura Stigger | Loana Lecomte |

Gesamtwertung
| Platz | Name          | Punkte |
| ----- | ------------- | ------ |
| 1.    | Ronja Eibl    | 500    |
| 2.    | Laura Stigger | 370    |
| 3.    | Evie Richards | 342    |
| 4.    | Martina Berta | 314    |
| 5.    | Haley Batten  | 303    |

### Männer U23
| Rnd | Datum        | Ort                  | Erster          | Zweiter           | Dritter           |
| --- | ------------ | -------------------- | --------------- | ----------------- | ----------------- |
| 1   | 19. Mai      | Albstadt             | Filippo Colombo | Vlad Dascălu      | Antoine Philipp   |
| 2   | 26. Mai      | Nové Město na Moravě | Vlad Dascălu    | Filippo Colombo   | Simon Andreassen  |
| 3   | 7. Juli      | Vallnord             | Vlad Dascălu    | Jofre Cullell     | Filippo Colombo   |
| 4   | 14. Juli     | Les Gets             | Vlad Dascălu    | Maximilian Brandl | Sean Fincham      |
| 5   | 4. August    | Val di Sole          | Vlad Dascălu    | Filippo Colombo   | Jofre Cullell     |
| 6   | 11. August   | Lenzerheide          | Filippo Colombo | Vlad Dascălu      | Jofre Cullell     |
| 7   | 8. September | Snowshoe             | Filippo Colombo | Jofre Cullell     | Maximilian Brandl |

Gesamtwertung
| Platz | Name              | Punkte |
| ----- | ----------------- | ------ |
| 1.    | Vlad Dascălu      | 550    |
| 2.    | Filippo Colombo   | 520    |
| 3.    | Jofre Cullell     | 367    |
| 4.    | Maximilian Brandl | 230    |
| 5.    | Clément Berthet   | 179    |

## Downhill

### Frauen Elite
| Rnd | Datum        | Ort          | Erste           | Zweite          | Dritte              |
| --- | ------------ | ------------ | --------------- | --------------- | ------------------- |
| 1   | 28. April    | Maribor      | Tahnée Seagrave | Rachel Atherton | Tracey Hannah       |
| 2   | 2. Juni      | Fort William | Rachel Atherton | Tracey Hannah   | Nina Hoffmann       |
| 3   | 9. Juni      | Leogang      | Tracey Hannah   | Nina Hoffmann   | Kate Weatherly      |
| 4   | 7. Juli      | Vallnord     | Rachel Atherton | Marine Cabirou  | Tracey Hannah       |
| 5   | 14. Juli     | Les Gets     | Tracey Hannah   | Marine Cabirou  | Mariana Salazar     |
| 6   | 4. August    | Val di Sole  | Marine Cabirou  | Tracey Hannah   | Camille Balanche    |
| 7   | 11. August   | Lenzerheide  | Marine Cabirou  | Tracey Hannah   | Emilie Siegenthaler |
| 8   | 7. September | Snowshoe     | Marine Cabirou  | Myriam Nicole   | Veronika Widmann    |

Gesamtwertung
| Platz | Name                | Punkte |
| ----- | ------------------- | ------ |
| 1.    | Tracey Hannah       | 1590   |
| 2.    | Marine Cabirou      | 1560   |
| 3.    | Veronika Widmann    | 0924   |
| 4.    | Nina Hoffmann       | 0819   |
| 5.    | Rachel Atherton     | 0730   |
| 6.    | Emilie Siegenthaler | 0706   |

### Männer Elite
| Rnd | Datum        | Ort          | Erster           | Zweiter        | Dritter          |
| --- | ------------ | ------------ | ---------------- | -------------- | ---------------- |
| 1   | 28. April    | Maribor      | Loïc Bruni       | Danny Hart     | Troy Brosnan     |
| 2   | 2. Juni      | Fort William | Amaury Pierron   | Troy Brosnan   | Loris Vergier    |
| 3   | 9. Juni      | Leogang      | Loïc Bruni       | Greg Minnaar   | Troy Brosnan     |
| 4   | 7. Juli      | Vallnord     | Loïc Bruni       | Loris Vergier  | Troy Brosnan     |
| 5   | 14. Juli     | Les Gets     | Amaury Pierron   | Loïc Bruni     | Laurie Greenland |
| 6   | 4. August    | Val di Sole  | Laurie Greenland | Loïc Bruni     | Loris Vergier    |
| 7   | 11. August   | Lenzerheide  | Amaury Pierron   | Greg Minnaar   | Loïc Bruni       |
| 8   | 7. September | Snowshoe     | Danny Hart       | Amaury Pierron | Charlie Harrison |

Gesamtwertung
| Platz | Name           | Punkte |
| ----- | -------------- | ------ |
| 1.    | Loïc Bruni     | 1462   |
| 2.    | Amaury Pierron | 1422   |
| 3.    | Troy Brosnan   | 1209   |
| 4.    | Danny Hart     | 1133   |
| 5.    | Loris Vergier  | 0943   |
| 6.    | Greg Minnaar   | 0913   |

### Juniorinnen
| Rnd | Datum        | Ort          | Erste          | Zweite           | Dritte          |
| --- | ------------ | ------------ | -------------- | ---------------- | --------------- |
| 1   | 28. April    | Maribor      | Valentina Höll | Anna Newkirk     | Mille Johnset   |
| 2   | 2. Juni      | Fort William | Anna Newkirk   | Valentina Höll   | Mille Johnset   |
| 3   | 9. Juni      | Leogang      | Valentina Höll | Anna Newkirk     | Mille Johnset   |
| 4   | 7. Juli      | Vallnord     | Valentina Höll | Anna Newkirk     | Mille Johnset   |
| 5   | 14. Juli     | Les Gets     | Valentina Höll | Anna Newkirk     | Lauryne Chappaz |
| 6   | 4. August    | Val di Sole  | Mille Johnset  | Valentina Höll   | Anna Newkirk    |
| 7   | 11. August   | Lenzerheide  | Valentina Höll | Nastasia Gimenez | Anna Newkirk    |
| 8   | 7. September | Snowshoe     | Valentina Höll | Anna Newkirk     | Mille Johnset   |

Gesamtwertung
| Platz | Name             | Punkte |
| ----- | ---------------- | ------ |
| 1.    | Valentina Höll   | 440    |
| 2.    | Anna Newkirk     | 300    |
| 3.    | Mille Johnset    | 160    |
| 4.    | Lauryne Chappaz  | 065    |
| 5.    | Nastasia Gimenez | 050    |

### Junioren
| Rnd | Datum        | Ort          | Erster            | Zweiter          | Dritter           |
| --- | ------------ | ------------ | ----------------- | ---------------- | ----------------- |
| 1   | 28. April    | Maribor      | Thibaut Dapréla   | Ethan Shandro    | Kie A’Hern        |
| 2   | 2. Juni      | Fort William | Thibaut Dapréla   | Luke Mumford     | Pattrick Lafey    |
| 3   | 9. Juni      | Leogang      | Thibaut Dapréla   | Kye A’Hern       | Matteo Iniguez    |
| 4   | 7. Juli      | Vallnord     | Matteo Iniguez    | Lucas Cruz       | Pattrick Lafey    |
| 5   | 14. Juli     | Les Gets     | Thibaut Dapréla   | Pattrick Lafey   | Seth Sherlock     |
| 6   | 4. August    | Val di Sole  | Tuhoto-Ariki Pene | Zak Gomilscek    | Kie A’Hern        |
| 7   | 11. August   | Lenzerheide  | Seth Sherlock     | Janosch Klaus    | Tuhoto-Ariki Pene |
| 8   | 7. September | Snowshoe     | Thibaut Dapréla   | Luke Meier-Smith | Lucas Cruz        |

Gesamtwertung
| Platz | Name            | Punkte |
| ----- | --------------- | ------ |
| 1.    | Thibaut Dapréla | 306    |
| 2.    | Kie A’Hern      | 161    |
| 3.    | Lucas Cruz      | 153    |
| 4.    | Seth Sherlock   | 136    |
| 5.    | Pattrick Lafey  | 130    |